# هورمون رشد ۲
هورمون رشد ۲ (GH2)، که بیشتر به عنوان هورمون رشد جفت (PGH) یا به عنوان نوعی هورمون رشد (GH-V) نیز شناخته می‌شود، پروتئینی است که در انسان توسط ژن GH2 رمزگذاری می‌شود. این هورمون در دوران بارداری توسط جفت تولید و ترشح می‌شود و در طول این مدت هورمون رشد (GH) اصلی در بدن می‌باشد. هورمون رشد ۱ (GH1) یا هورمون رشد هیپوفیز، هورمون‌های مشابه آن هستند.
پروتئین کدگذاری شده توسط این ژن، عضو خانواده سوماتوتروپین / پرولاکتین هورمون‌ها است و در کنترل رشد نقش مهمی دارد. ژن، همراه با چهار ژن مرتبط دیگر، است که در واقع هورمون رشد منبع بر روی کروموزوم ۱۷ جایی که آنها در جهت رونویسی همان آمیخته؛ ترتیبی که تصور می‌شود توسط یک سری از تکثیر ژن‌ها تکامل یافته‌است. این پنج ژن دارای درجه بالایی از هویت توالی هستند. مخلوط کردن جایگزین ایزوفرم‌های اضافی از هر یک از پنج هورمون رشد ایجاد می‌کند و منجر به تنوع بیشتر و پتانسیل تخصص می‌شود. همان‌طور که در مورد همتای هیپوفیز خود، هورمون رشد ۱، ایزوفرم غالب این عضو خانواده خاص، فعالیت سوماتوژنیک مشابه، با کاهش فعالیت لاکتوژن نشان می‌دهد. جهش در این ژن منجر به کمبود هورمون رشد جفت / لاکتوژن می‌شود.